# ルーム・1411

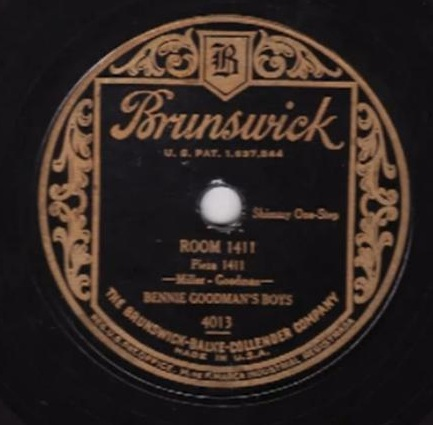
Bennie Goodman's Boysによる、1928年の Brunswick 78, 4013。

「ルーム・1411」(Room 1411) は、1928年にグレン・ミラーとベニー・グッドマンが共同で作曲したインストゥルメンタル曲で、ベニー・グッドマンズ・ボーイズ (Benny Goodman's Boys) 名義でブランズウィック・レコードから78回転盤がリリースされた。この曲は、知られている限りではグレン・ミラーの最初の作曲作品であり、後に1930年代から1940年代にかけてのビッグバンド時代に、いずれも最も成功したバンドリーダーとなったグレン・ミラーとベニー・グッドマンが、その活動初期において協力した作例のひとつである。

## 録音の経緯
「ルーム・1411」は、別名を「ゴーイン・トゥ・タウン (Goin' To Town)」ともいい、スペイン語のレーベルには「Pieza 1411」とも記された曲であり、グレン・ミラーとベニー・グッドマンによって、グレン・ミラーがベニー・グッドマンズ・ボーイズに加わっていた1928年に作曲された。このインストゥルメンタル曲は、1928年6月23日にニューヨークで録音され、「ジャングル・ブルース (Jungle Blues)」とのカップリングで、ブランズウィック・レコードから Brunswick 4013 として78回転盤がリリースされた。収録されたインストゥルメンタル曲のマトリックス番号はMatrix # E27639=C とされ、1928年にリリースされたオリジナルのブランズウィックの78回転盤には、「シミー - ワンステップ」と説明が記されていた。
「ルーム・1411」をスタジオ録音したベニー・グッドマンズ・ボーイズのパーソネルは、オールスター編成で、グレン・ミラーがトロンボーン、レイ・ボーダックがドラムス、ディック・"イッキー"・モーガン (Dick "Icky" Morgan) がギター、フッド・リビングストンがテナー・サクソフォーン、ジミー・マクパートランドがコルネット、ヴィック・ブレイディス (Vic Breidis) がピアノ、ハリー・グッドマン (Harry Goodman) がチューバ、そしてベニー・グッドマンがクラリネットとバリトン・サクソフォーンを担当した。このバンドは、1928年から1929年にかけて録音をおこなった。他のセッションの機会には、トミー・ドーシーがトロンボーン、バド・フリーマンがテナー・サクソフォーン、ウィンギー・マノンがトランペット、 ベン・ポラックがドラムスで参加することもあった。
当時、グレン・ミラーとベニー・グッドマンは、ニューヨークのザ・ウィットビーの集合住宅で、同じスイートルームに暮らしており、部屋番号は 1411 であった。この曲のタイトルは、この部屋番号に由来している。1955年に出版された書籍『Hear Me Talkin' To Ya: The Story Of Jazz As Told By The Men Who Made It』の中で、ナット・シャピロ、ナット・ヘントフ、ジミー・マクパートランドは、この曲名の由来について次のように回想している。「僕たちがザ・ウィットビーのアパートメントに移り住んでから2週間ほど後だったけど、ここではギル・ロディン、ディック・モーガン (Dick Morgan)、ベニー・グッドマン、グレン・ミラーがみんなスイートに入ってた。そこにみんなで移り住んだわけで、事実上、バンドのほとんど全員だった ... 部屋番号は1411だった。それでベニー・グッドマンズ・ボーイズの「ルーム・1411」というタイトルが出てきたわけさ ([A]fter a couple of weeks we moved into the Whitby Apartments, where Gil Rodin, Dick Morgan, Benny Goodman, and Glenn Miller had a suite. We all moved into that, practically the whole band. ... The number of that apartment was 1411. And that is how that title came up, Room 1411, by Benny Goodman's Boys.)」
ベニー・グッドマンは、「この、より真っ直ぐなシカゴ・スタイルの曲である「ルーム・1411」では (on the more straight-ahead Chicago-style 'Room 1411')」バリトン・サクソフォーンを演奏した。「ルーム・1411（ゴーイン・トゥ・タウン）」は、知られている限りではグレン・ミラーの最初の作曲作品である。このインストゥルメンタル曲は、2つのバージョンがリリースされた。この曲は、1943年のアルバム『Chicago Jazz Classics』(Brunswick Album No. 1007) に収録され、10インチのシェラック78回転盤4枚から成るこのアルバムの 80029A に収められ、『ビルボード』誌の1943年9月18日号にレビューが掲載された。この録音は、ブランズウィック・コレクターズ・シリーズ (the Brunswick Collectors' Series) の一環として、1950年に33回転1/3のLP盤でリイシューされた (Brunswick BL-5815)。このLP盤は、1958年にベニー・グッドマン・アンド・ヒズ・ボーイズ (Benny Goodman & His Boys) 名義で、『ビルボード』誌にレビューが掲載された。
この録音は、タイムレス・レコードからリリースされた2005年のアルバム『The Young Benny Goodman: 1928-1931』や、デッカからLP盤2枚組で1973年に出された『A Jazz Holiday』、ASV Living Eraから1998年に出たベニー・グッドマンの『A Jazz Holiday: 1926-31』、クラシックスから1993年に出た『Benny Goodman: 1928-1931』、チャーリーから2006年に出た『Benny Goodman: Selected Favorites, Volume 17』などに収録されている。
このインストゥルメンタル曲は、7インチの45回転EP盤もブランズウィック・レコードから1953年に EB-71016 としてリリースされた。この曲の別テイクは、ドイツでドイツ・ブランズウィックから「Zimmer No. 1411」として1928年に緑色のレーベルの78回転シングル盤が出され、B面には1928年にスタジオ録音された「ジャングル・ブルース」が収められた。この78回転盤は、10年ほど後に、ドイツでもブランズウィックから再リリースされた。
ジャズ・グループであるシカゴ・リズム・ウィズ・ブッチ・トンプソン (Chicago Rhythm with Butch Thompson) は、ストンプ・オフから出した1983年のアルバム『One in a Million, Vol. 2』にこの曲を収録した。アイオワ州デモインで開催された2011年のグレン・ミラー・フェスティバル (the 2011 Glenn Miller Festival) では、
バリフー・フォックストロット楽団 (the Ballyhoo Foxtrot Orchestra) が、このインストゥルメンタル曲を演奏し、2018年には the Mlp's Dixie Blue Blowers、2021年にはイタリアのクラリネット奏者 Lorenzo Baldasso、2012年にはオーストリアのウィーンでコンサートをおこなった the Original Swingtime Big Band が、それぞれ演奏した。